# Owen Berkeley-Hill
Owen Berkeley Hill est un médecin né en Angleterre en 1879 et mort à Ranchi (Inde) en 1944. Il devient médecin à Oxford et entre dans l'Indian Medical Service (IMS) en 1907. Il restera en Inde toute sa vie à l'exception d'une mission dans l'East Africa Corps durant la Première Guerre mondiale. Avec Girindrashekhar Bose, son deuxième analyste, il est connu pour son action pour le développement de la psychanalyse en Inde et pour son rôle de médecin-chef au sein de l'hôpital psychiatrique de Kanke (Ranchi).

## Son œuvre
En 1919, Owen Berkeley-Hill devint le médecin chef (superintendant) du deuxième Hôpital psychiatrique construit en Inde (après celui de Bombay), à Kanke, près de  Ranchi ; les deux hôpitaux avaient initialement été conçus pour les britanniques et les américains. Il reste à ce poste jusqu'en 1934 avant de prendre une retraite active dans la même ville.
Très critique sur la conception qui a présidé à la construction du Ranchi European Lunatic Asylum, il y dénonce l'aspect inhumain et irrationnel du traitement des malades. Il eut des contacts directs avec Ernest Jones avec qui il fit une première tranche d’analyse et une correspondance avec Sigmund Freud et il était aussi en contact avec l'Association psychanalytique internationale. Sur le plan de ses idées sur l'Inde et malgré un mariage avec une hindoue, il resta très ancré dans les traditions coloniales de l'Inde britannique, justifiant notamment des distinctions médicales entre psychopathologies occidentales et indiennes.